# Podacanthus wilkinsoni
Podacanthus wilkinsoni är en insektsart som beskrevs av Macleay 1882. Podacanthus wilkinsoni ingår i släktet Podacanthus och familjen Phasmatidae. Inga underarter finns listade i Catalogue of Life.